# 呂号第三十七潜水艦
|          |                                                                         |
| 艦歴     |                                                                         |
| 計画     | 昭和16年度計画（マル臨計画）                                            |
| 起工     | 1941年10月9日                                                           |
| 進水     | 1942年6月30日                                                           |
| 就役     | 1943年6月30日                                                           |
| その後   | 1944年1月22日爆雷攻撃で沈没                                             |
| 亡失認定 | 1944年2月17日                                                           |
| 除籍     | 1944年4月30日                                                           |
| 性能諸元 |                                                                         |
| 排水量   | 基準：960トン 常備：1,109トン 水中：1,447トン                           |
| 全長     | 80.50m                                                                  |
| 全幅     | 7.05m                                                                   |
| 吃水     | 4.07m                                                                   |
| 機関     | 艦本式22号10型ディーゼル2基 電動機、2軸 水上：4,200馬力 水中：1,200馬力 |
| 電池     | 1号15型240コ                                                            |
| 速力     | 水上：19.8kt 水中：8.0kt                                                |
| 航続距離 | 水上：16ktで5,000海里 水中：5ktで45海里                                 |
| 燃料     | 重油                                                                    |
| 乗員     | 61名                                                                    |
| 兵装     | 40口径8cm高角砲1門 25mm機銃連装1基2挺 53cm魚雷発射管 艦首4門 魚雷10本   |
| 備考     | 安全潜航深度：80m                                                       |

呂号第三十七潜水艦（ろごうだいさんじゅうななせんすいかん）は、日本海軍の潜水艦。呂三十五型潜水艦（中型）の3番艦。

## 艦歴
1941年（昭和16年）の昭和16年度計画（マル臨計画）により、1941年10月9日、佐世保海軍工廠で起工。1942年（昭和17年）6月30日進水。1943年（昭和18年）6月30日に竣工し、二等潜水艦に類別。舞鶴鎮守府籍となり、訓練部隊である第一艦隊第11潜水戦隊に編入された。
9月22日、呂37は舞鶴を出港し、10月7日にトラック（チューク諸島）に到着。航海中の24日、第六艦隊直卒となる。
10月20日、呂37はトラックを出港。甲潜水部隊に編入され、、ニューヘブリディーズ諸島東方沖に進出し哨戒。11月、トラックに戻った。哨戒中の10月24日、呂36、呂38とともに第34潜水隊を編成した。
12月15日から、呂37は特設潜水母艦平安丸（日本郵船、11,616トン）に横付けして補給を受ける。1944年（昭和19年）1月3日、ニューヘブリディーズ諸島方面へ向かうべくトラックを出港していくのを最後に消息不明。
アメリカ側記録によると、1944年1月22日、南緯12度08分 東経164度23分 / 南緯12.133度 東経164.383度のサンクリストバル島近海で、エスピリトゥサント島に向かう米給油艦キャッシュ(USS Cache, AO-67)が潜水艦の雷撃を受ける。魚雷はキャッシュの左舷に命中し、同艦は損傷した。キャッシュは救難信号を発信。これを受け、フロリダ諸島にいた米駆逐艦ブキャナン(USS Buchanan, DD-484)が救援に向かう。その途中、ブキャナンは12km先にある光点をレーダーにより探知。ブキャナンは1800mまで接近し、潜航していく潜水艦を探照灯照射した。この潜水艦がキャッシュを雷撃した潜水艦であった。その後ブキャナンはレーダーから潜水艦の反応がなくなるが、1100mの距離で潜水艦をソナー探知。2時間にわたる爆雷攻撃の末潜水艦を撃沈した。翌日午前には、その海域で潜水艦のものと思われる破片が浮かんでいるのを発見した。これが呂37の最期の瞬間であり、艦長の佐藤作馬少佐以下乗員61名全員戦死。沈没地点はサンタクルーズ諸島南西沖、南緯11度47分 東経164度17分 / 南緯11.783度 東経164.283度。
2月17日、エスピリトゥサント島方面で亡失と認定され、4月30日に除籍された。
撃破総数は1隻で、撃破トン数は5,782トンである。

## 歴代艦長

### 艤装員長
- 不詳

### 艦長
- 佐藤作馬 少佐：1943年6月30日 - 1944年1月22日戦死[5]